# Acanthaspidia natalensis
Acanthaspidia natalensis là một loài chân đều trong họ Acanthaspidiidae. Loài này được Kensley miêu tả khoa học năm 1977.